# Edward Palmer
|  | Per a altres significats, vegeu «Edward Palmer Thompson». |

Edward Palmer (1829–1911) va ser un botànic britànic autodidacte i un dels primers arqueòlegs estatunidencs. Dos gèneres de plantes el commemoren: Palmerella i Malperia). Era fill de Robert i Mary Palmer, emigrà als Estats Units l'any 1850 primer es va assentar a Cleveland (Ohio). Viatjà per Amèrica del Sud i durant la guerra civil americana exercí de metge. Palmer recollí espècimens naturals, especialment de plantes per a la Smithsonian Institution i el U.S. Department of Agriculture. Va fer treballs d'arqueologia a l'oest d'Amèrica del Nord i Mèxic com també a Utah, Nevada, i Texas, Baixa Califòrnia, Coahuila, Tamaulipas i San Luis Potosí.